# Ungbükkös
Ungbükkös (ukránul: Буківцьово) település Ukrajnában, Kárpátalján, az Ungvári járásban.

## Fekvése
Nagyberezna-sóháti úton, Sóháttól keletre, 8 km-re fekvő település.

## Nevének eredete
A település Bukoc neve szláv eredetű. Nevét a Bukóc patakról kapta, amely mellett települt. A patak neve szláv bukovъ (bükk) fanévből ered, melynek Bukóc alakja  után szlovák névadókra következtethetünk, mivel az ukránban a patak és a falu neve Bukovec. Az Ungbükkös névváltozat 1904-ben, az országos helységnévrendezés során jött létre utaló Ung- szláv név tükörfordításával. A nevében szereplő Ung- előtag a megyére utal.

## Története
Ungbükkös (Bukóc) nevét 1582-ben Bukóc néven említette először oklevél. 1768-ban Bukócz, 1773-ban Bukocz, 1800 körül Alsó Bukócz, Felső Bukócz, 1808-ban Bukócz, Bukowec, Bukowce, 1851-ben Bukócz, 1913-ban Ungbükkös, 1925-ben Bukovec, Bukoc, Bukocova, 1930-ban Bukovcová, 1944-ben Ungbukóc, 1983-ban Буківцеве, Букoвцевo, 1995-ben Буківцьовo néven írták.
1910-ben 727 lakosából 7 magyar, 10 német, 710 ruszin volt. Ebből 710 görögkatolikus, 13 izraelita volt. A trianoni békeszerződés előtt Ung vármegye Nagybereznai járásához tartozott.
1991-ben körülbelül 670 lakosa volt.

## Népesség
| 2001 | 227 |

A népesség anyanyelv szerinti megoszlása a teljes népesség %-ában (2001)

## Nevezetességek
- Görögkatolikus fatemploma 1792-ben épült. Szent Anna tiszteletére szentelték fel.